# Güiro Boñigal
Güiro Boñigal es una localidad cubana del municipio de Quivicán, perteneciente a la provincia de Mayabeque.

## Toponimia
El lugar ha sido referido como «Güiro Boñigal», «Güiro del Boñigal», «Güiro del Moñigal», «Moñigal» y «Muñigal».

## Historia
Hacia mediados del siglo XIX, el lugar tenía contabilizada una población de entre 75 y 87 habitantes, de los que algunos eran esclavos. Aparece descrito en el segundo tomo del Diccionario geográfico, estadístico, histórico, de la isla de Cuba de Jacobo de la Pezuela con las siguientes palabras:

Güiro del Boñigal ó Moñigal.=Caserío formado en el centro del corral de su nombre á orillas del camino que desde el pueblo de Quivican conduce al caserió de Guanimar, en el part.º de la Salud ó Gabriel, J. de Bejucai con 3 casas de tabla y teja y 16 de los demás pobres materiales de embarrado, yagua y guano. Habítanlas 74 personas blancas, 12 libres de color y una esclava. Tiene una ermita bajo la advocacion de Nuestra Señora de la Merced, casi arruinada y sufragánea de la parroquia de Quivican. El Cuadro Estadístico de 1846 señalaba á este caserío con 4 casas de madera y teja, 13 de guano y 4 de yagua, y con un vecindario de 69 blancos y 6 esclavos de ambos sexos. Sus establecimientos industriales y de comercio se reducian á 2 tiendas mistas posadas, una zapatería y una tabaquería. Los demás datos estadísticos de su riqueza agrícola é industrial pueden verse en el adjutno estado. Dista este caserío, conocido tambien entre los campesinos con nombre de Moñigal ó Muñigal, una legua al S. O. del pueblo de Quivican, 3 al N. E. del surgidero de Batabanó, como otras tantas de Bejucal, 9 ½ de la Habana y una al S. S. E. del pueblo de la Salud cabeza de su part.º
(Pezuela, 1863, p. 560)

En la actualidad, pertenece al municipio de Quivicán. En 2002, según el Censo de Población y Viviendas, tenía 955 habitantes.